# 12368 Mutsaers
12368 Mutsaers eller 1994 CM11 är en asteroid i huvudbältet som upptäcktes den 7 februari 1994 av den belgiske astronomen Eric W. Elst vid La Silla-observatoriet. Den är uppkallad efter konstnären  Charlotte Mutsaers.
Asteroiden har en diameter på ungefär 4 kilometer.